# Cipérez
Cipérez è un comune spagnolo di 419 abitanti situato nella comunità autonoma di Castiglia e León.